# Dryden Hunt
Dryden Hunt (* 24. November 1995 in Cranbrook, British Columbia) ist ein kanadischer Eishockeyspieler, der seit März 2023 bei den Calgary Flames aus der National Hockey League (NHL) unter Vertrag steht und parallel für deren Farmteam, die Calgary Wranglers, in der American Hockey League auf der Position des linken Flügelstürmers spielt. Zuvor war er in der NHL bereits für die Florida Panthers, Arizona Coyotes, New York Rangers, Colorado Avalanche und Toronto Maple Leafs aktiv.

## Karriere
Dryden Hunt wurde in Cranbrook geboren und spielte in seiner Jugend unter anderem für die Notre Dame Hounds und die Notre Dame Argos in der Provinz Saskatchewan. Zur Saison 2011/12 kehrte er in seine Heimat British Columbia zurück und lief dort unter anderem für die Trail Smoke Eaters in der British Columbia Hockey League (BCHL) auf, bevor er im Jahr darauf in die höherklassige Western Hockey League (WHL) zu den Regina Pats wechselte. Dort wurde sein Werdegang von mehreren Verletzungen unterbrochen, aufgrund derer er nahezu die gesamte Spielzeit 2012/13 verpasste. Anschließend etablierte sich der Flügelstürmer jedoch als regelmäßiger Scorer bei den Pats, bevor er Mitte der Saison 2014/15 innerhalb der WHL an die Medicine Hat Tigers abgegeben wurde. Im folgenden Sommer wechselte er zu den Moose Jaw Warriors, bei denen er seine Leistung noch einmal deutlich steigerte, so verzeichnete er 116 Scorerpunkte in 72 Partien, während er die gesamte WHL mit 58 erzielten Treffern anführte. Am Ende der Saison 2015/16 ehrte man den Kanadier daher mit der Four Broncos Memorial Trophy als wertvollsten Spieler der WHL.
Im März 2016 unterzeichnete Hunt einen Einstiegsvertrag bei den Florida Panthers aus der National Hockey League (NHL), ohne zuvor in einem NHL Entry Draft berücksichtigt worden zu sein. Diese setzten ihn vorerst bei ihren Farmteams ein, vor allem den Springfield Thunderbirds in der American Hockey League (AHL). Auch bei den Thunderbirds trat er in der Folge als regelmäßiger Scorer in Erscheinung, sodass er im November 2017 sein Debüt für Florida in der NHL gab. Für die Panthers kam der Angreifer in den folgenden drei Jahren zwar regelmäßig zum Einsatz, jedoch gelang es ihm letztlich nicht, sich endgültig in deren Aufgebot zu etablieren. Sein auslaufender Vertrag wurde in der Folge im Sommer 2020 nicht verlängert, sodass er sich als Free Agent den Arizona Coyotes anschloss. Dort stand er erstmals ausschließlich in der NHL auf dem Eis, wechselte im Sommer 2021 jedoch abermals als Free Agent das Team, wobei er im Juli 2021 einen Zweijahresvertrag von den New York Rangers erhielt. Als diese ihn kurz nach Beginn der Spielzeit 2022/23 über den Waiver in die AHL schicken wollten, übernahm die Colorado Avalanche seinen Vertrag. Er wurde dort bis Mitte Dezember in 25 Spielen eingesetzt, ehe er im Tausch für Denis Malgin an die Toronto Maple Leafs abgegeben wurde.
In der Organisation den Maple Leafs pendelte der Angreifer in den folgenden drei Monaten zwischen dem NHL-Kader Torontos und dem Aufgebot des AHL-Kooperationspartners Toronto Marlies, ehe er Anfang März 2023 im Tausch für Radim Zohorna zu den Calgary Flames transferiert wurde.

## Erfolge und Auszeichnungen
- 2016 Four Broncos Memorial Trophy
- 2016 WHL East First All-Star-Team

## Karrierestatistik
Stand: Ende der Saison 2024/25
(Legende zur Spielerstatistik: Sp oder GP = absolvierte Spiele; T oder G = erzielte Tore; V oder A = erzielte Assists; Pkt oder Pts = erzielte Scorerpunkte; SM oder PIM = erhaltene Strafminuten; +/− = Plus/Minus-Bilanz; PP = erzielte Überzahltore; SH = erzielte Unterzahltore; GW = erzielte Siegtore; 1 Play-downs/Relegation; Kursiv: Statistik nicht vollständig)